# 鶯谷フィルハーモニー
鶯谷フィルハーモニー（うぐいすだにフィルハーモニー）は、2011年に結成された日本のバンド。

## 概要
ヴォーカルのチュートリアル徳井義実の描く素直な男心の歌詞が繰り広げる世界。
音楽界の掃き溜めに突如として湧いたエロバンド。
地上波では放送不可能OUTなステージを展開していく。 
メンバーに俳優・柏原収史や175RベーシストISAKICK、数々の人気ミュージシャンのサポートを務めるドラマー西部好範など、一流ミュージシャンを従える。 

## メンバー
- Vo. 徳井義実　1975年4月16日（50歳）(よっきゅん、徳井先生)
全楽曲の作詞を担当。ライブでは、曲以外のコントなどの舞台台本・演出も全て担っている。近年は趣味であるキャンプにメンバーとも行くようになり、キャンプの場でも料理や火の番などマルチにこなす頼もしい存在。しかし、ファンクラブ配信内では途中で寝落ちしてしまうかわいらしいところもある。
- Gt. 柏原収史　1978年12月23日（46歳）(収ちゃん、ジーシュー)
ほぼ全ての楽曲の作曲・編曲を担当。徳井からは「ビジュアル担当」にも任命される。メンバー1の酒豪。黒霧島をこよなく愛するため、誕生日プレゼントなどは全て黒霧島でいいと断言。鶯谷駅もある台東区に骨を埋める宣言をしている。
- Ba. ISAKICK　1981年3月18日（44歳）(キック、船長)
いたずら大好きな末っ子で、そのカメラロールにはメンバーのあらぬ姿が多数保管されている。ライブ後のアフターパーティーでは、ベースをヘッドフォンに持ち替えて朝まで会場を沸かせるDJとしての一面も。メンバーとのキャンプでは、ウィンナー担当。
- Dr. 西部好範　1979年2月19日（46歳）(ボンちゃん)
若かりし頃はアフロヘアのドラマーだったため、その髪型から「ボンちゃん」と呼ばれている。ファンクラブ配信のホストやグッズの管理など細かな仕事も請け負う大黒柱的存在。しっかり者の反面、時折披露する独特な寝落ち姿は「火サス」と称される。そろそろ子供達に鶯谷フィルハーモニーの曲を聴かせられなくなってきたと悩んでいる。

## 経歴
2011年8月8日

　YOSHIMOTO WONDER CAMPの＂鶯谷アブノーマルパーティー＂に、のちに鴬谷フィルハーモニーとなる「徳井バンド」が『夏月』を引っ提げて初登場 @キネマ倶楽部（東京 鶯谷）

2013年1月30日

　約1年半の沈黙を破り、「鴬谷フィルハーモニー」として1st single『夏月』リリース

2013年5月9日

　ニコニコ生放送にて鴬谷フィルハーモニーチャンネル配信開始

　（2014年5月24日に第12回で終了）

2013年9月25日

　2nd single『夏がゆくまえに』リリース

2013年12月4日

　3rd single『表参道を』リリース

2014年1月25日

　音源リリース後、初となるライブ ＂初夜＂@恵比寿LIVE GATE TOKYO（東京） を開催

2014年4月4日

　＂初夜＂@LIVE SQUARE 2nd LINE（大阪） を開催

2014年12月13日

　GOGO ROCK vol.2 @GAZ甲府（山梨） にスペシャルゲストとして出演

2015年3月8日

　uP!!!presents MUSIC SHOWER チュートリアルの徳ダネ福キタル♪SPECIAL LIVE @豊洲PIT（東京） に出演

2015年7月12日

　GANKE FES @レイクイン（北海道） に出演

2015年10月10日

　GOGO ROCK vol.3 @白州尾白の森名水公園べるが （山梨） に出演

2015年12月25日

　約1年9ヶ月ぶりのワンマンライブ ＂性夜" @渋谷Eggman（東京） を開催

　紅蛎場とTHEシルクロードが登場

2016年2月20日

　uP!!! presents MUSIC SHOWER チュートリアルの徳ダネ福キタル SPECIAL LIVE vol.2 @豊洲PIT（東京） に出演

2016年7月9日

　Wheels BIKERS ROCK CAMP @白州尾白の森名水公園べるが（山梨） に出演

2016年8月14日

　ワンマンライブ ＂盆＂ @渋谷Eggman（東京） を開催

2016年10月2日

　ワンマンライブ ＂秋の鴬＂ @代官山UNIT（東京） を開催

2016年10月23日

　NINE -irie Anv 5th Party- @レンタルスペースASM（山梨） に出演

2016年11月10日

　uP!!! presents MUSIC SHOWERチュートリアルの徳ダネ福キタル」SPECIAL LIVE vol.3 @なんばHatch（大阪） に出演

2016年11月19日

　2016ジャパンベトナムフェスティバル@ 9月23日公園（ホーチミン） に出演

2017年2月11日

　JAPAN EXPO THAILAND 2017 @セントラルワールド（バンコク） に出演

　同日、初のファンミーティング開催

2017年2月18日

　uP!!! presents MUSIC SHOWER チュートリアルの徳ダネ福キタル SPECIAL LIVE vol.4 @豊洲PIT（東京） に出演

2017年9月23日

　ワンマンライブ ＂欲情＂ @代官山UNIT（東京） を開催

2018年2月17日

　uP!!! presents MUSIC SHOWER チュートリアルの徳ダネ福キタル SPECIAL LIVE vol.6 @なんばHatch（大阪） に出演

2018年4月22日

　初のワンマンツアー『春は乱れて』 ＠渋谷CLUB QUATTRO（東京）スタート

　アルバム「鶯の谷わたり」発売

　アフターパーティー＂徳井義実 Birthday Party Night!!＂@渋谷スターラウンジ を開催

2018年4月27日

　『春は乱れて』＠AMERICAMURA FANJ twice（大阪） を開催

2018年5月25日

　『春は乱れて』＠DRUM LOGOS（福岡） を開催

　アフターパーティー＂HAKATA De Party Night!!＂@The Voodoo lounge を開催

2018年9月1日

　SWEET LOVE SHOWER 2018 @山中湖交流プラザ きらら（山梨）WATERFRONT STAGEに出演

2018年9月22日

　KOFU RESORT JAM 2018 @国母公園 野外特設ステージ（山梨） に出演

2018年10月27、28日

　京都隨心院小野小町フェス @随心院（京都） に出演

2018年10月28日

　WONDER WORLD vol.32 @心斎橋SUNHALL（大阪） に出演

2018年11月1日

　uP!!! presents MUSIC SHOWER チュートリアルの徳ダネ福キタル♪SPECIAL LIVE vol.7 @Zepp Tokyo（東京） に出演

2018年11月17日

　鳳翔祭 @静岡産業大学（静岡） に出演

2018年12月24日

　ワンマンライブ＂性歌隊＂@渋谷CLUB QUATTRO（東京） を開催

　アフターパーティー @TSUTAYA O-nest を開催

2019年2月14日

　uP!!! presents MUSIC SHOWER チュートリアルの徳ダネ福キタル SPECIAL LIVE vol.8 @なんばHatch（大阪） に出演

2019年3月17日

　ワンマンライブ＂春は鶯＂ @Electric Lady Land（愛知） を開催

2019年3月29日

　4th single『アカイバケモノ』リリース ゲリラライブ @広島駅北口

2019年6月1日

　百万石音楽祭2019〜ミリオンロックフェスティバル〜 @石川県産業展示館（石川） に出演

2019年10月10日

　Fans'にて公式ファンクラブ開設

　以降、会員向けに月2〜3回のZoomオンラインファンミーティングを開催

2022年6月28日

　ワンマンライブ＂なんだか10周年＂@渋谷CLUB QUATTRO（東京） を開催予定であったが、メンバーの体調不良により延期

2022年11月2日

　ワンマンライブ＂なんだか10周年＂@渋谷CLUB QUATTRO（東京） を開催予定であったが、メンバーの体調不良により延期

2023年2月13日

　ワンマンライブ＂なんだか10周年＂@渋谷CLUB QUATTRO（東京） を開催

　アフターパーティー @渋谷7th FLOOR を開催

2023年6月18日

　10周年記念ライブツアーin祇園　＂なんだか10周年＂@よしもと祇園花月（京都） を開催

2023年10月14日

　徳井videoキャンプ @成田スカイウェイBBQ（千葉） に出演

2024年2月3日

　Fans’公式ファンクラブ会員限定ライブ ＂さえずりの会＂ @ 三軒茶屋グレープフルーツムーン（東京） を開催

2024年5月11日

　徳井videoキャンプ @ホテルサンバード（群馬） に出演

## 作品

### シングル
|     | 発売日         | タイトル       | 備考                     |
| --- | -------------- | -------------- | ------------------------ |
| 1st | 2013年01月30日 | 夏月           | 配信盤のみ               |
|     | 発売日         | タイトル       | 備考                     |
| 2nd | 2013年09月25日 | 夏がゆくまえに | 配信盤のみ               |
|     | 発売日         | タイトル       | 備考                     |
| 3rd | 2013年12月04日 | 表参道を       | 配信盤のみ               |
|     | 発売日         | タイトル       | 備考                     |
| 4th | 2019年03月29日 | アカイバケモノ | 広島東洋カープ応援ソング |

### アルバム
|              | 発売日         | タイトル     | 備考               |
| ------------ | -------------- | ------------ | ------------------ |
| フルアルバム | 2018年04月22日 | 鶯の谷わたり | ライブ会場限定販売 |

収録曲（全11曲）     
- さえずり　(instrumental)
- Thanks friends!
- 金銭的支援関係
- かなしばり
- 赤いまんまる
- 手コキよ今夜もありがとう
- 言葉のない
- 秋空
- 化ケモノ
- 25時の彼方
- 夜ははじまる (作曲/柴田淳)

## 鶯谷フィルハーモニーと鴬谷フィルハーモニー
元来、鶯谷…の予定であったが、『夏月』リリース時に表記の関係で鴬谷…で登録することになり、しばらくは鴬谷…として活動していた。

2017年のワンマンライブ＂欲情＂前後で、表記を鶯谷…に改め、現在に至る。

## 野鳥の会
2013年〜2014年に配信されていたニコニコ生放送の中で、「他のバンドやアイドルのように、ファンの独自の呼び名が欲しい」という話になり、鶯谷フィルハーモニーのファンのことをメンバー自ら「野鳥の会」と名付けた。

なお、同配信に出演していた女性ゲストのことは「鶯嬢」と呼んでいた。